# Disney Research
Disney Research là mạng lưới phòng nghiên cứu hỗ trợ cho Công ty Walt Disney. Mục đích của chuỗi phòng thí nghiệm này là phát triển các sáng chế công nghệ và khoa học nhằm mở rộng khả năng truyền thông cũng như giải trí của công ty. Các cơ sở vật chất chủ yếu được đặt tại Los Angeles, Zurich và Edinburgh. Các chủ đề nghiên cứu bao gồm đồ họa máy tính, chỉnh sửa video, thị giác máy tính, robot học, radio và ăngten, giao tiếp không dây, tương tác người–máy tính, thiết bị hiển thị, khai phá dữ liệu, học máy và khoa học hành vi.
Phòng thí nghiệm tại Cambridge, Massachusetts bị đóng cửa vào tháng 1 năm 2016. Disney Research do được quản lý bởi Hội đồng Disney Research, mà chủ tịch là Ed Catmull của Disney-Pixar cũng như các giám đốc của các phòng thí nghiệm riêng.

## Công trình nổi bật
BB-8 là người máy cơ học do Disney Research phát triển, với họa sĩ kỹ xảo hình ảnh Neal Scanlan đóng vai trò sáng tạo.